# Palle Wolfsberg
Palle Ruben Wolfsberg (født 17. juli 1931 i Vedbæk, død 20. juli 2019) var en dansk skuespiller og teaterinstruktør.
Efter en kort karriere som skuespiller helligede Wolfsberg sig instruktørgerningen.
Han var fra 1959 gift med skuespillerinden Kirsten Walther, indtil hendes død i 1987. I 1992 blev han gift med instruktør Annette Wolfsberg.

## Filmografi
- Far til fire og ulveungerne (1958)
- Soldaterkammerater på sjov (1962)
- Støv for alle pengene (1963)
- Olsen-bandens sidste bedrifter (1974)